# Groń (Chyszówki)
Groń (791 m n.p.m.) – wzniesienie w Beskidzie Wyspowym po południowej stronie Przełęczy Rydza-Śmigłego. Znajduje się w grzbiecie łączącym Łopień z Mogielicą w odległości około 900 m od przełęczy. W całości znajduje się w obrębie miejscowości Chyszówki w województwie małopolskim, w powiecie limanowskim, w gminie Dobra.
Groń jest porośnięty lasem. Jego zachodnimi zboczami prowadzi szlak turystyczny z Przełęczy Rydza Śmigłego na Mogielicę. Ze stoków tych wypływają cieki potoku Chyszówka płynącej przez Chyszówki, ze stoków południowo-wschodnich dopływy Czarnej Rzeki płynącej przez Słopnice.
Groń i Gronik to nazwy często używane w gwarze podhalańskiej. Oznaczają wyniosły brzeg rzeki lub potoku, albo grzbiet między dwoma strumieniami. Przez kartografów często zostały przeniesione na nazwy szczytów.